# Lisa Marie Presley
Lisa Marie Presley (født 1. februar 1968 i Memphis, Tennessee, USA; død 12. januar 2023) var en amerikansk sanger og sangskriver. Hun var eneste barn af Priscilla og Elvis Presley, født nøjagtigt 9 måneder efter forældrenes bryllup 1. maj 1967. Efter skilsmissen mellem Elvis og Priscilla i 1973 boede Lisa Marie på skift hos forældrene i hhv. Memphis og Beverly Hills, Californien.[kilde mangler]
Lisa Marie Presley opnåede en karriere som sanger og sangskriver og udgav tre album To Whom It May Concern (2003), Now What (2005) og Storm & Grace (2012). Det første album blev certificeret med en guldplade i USA. Hun udgav tillige en række singler, hvor hun bl.a. sang duet med sin afdøde far på sange tidligere indspillet med Elvis Presley.
Lisa Marie Presley var gift med musikeren Danny Keough, sangeren Michael Jackson, skuespilleren Nicolas Cage og musikproduceren Michael Lockwood.

## Familieliv
Lisa Marie var hjemme hos sin far, da han den 16. august 1977 blev fundet bevidstløs i et badeværelse på 1. sal i Graceland, Elvis Presleys ejendom i Memphis.
Lisa Marie Presleys mor, Priscilla, fik den 1. marts 1987 en søn med sin kæreste, Marco Garibaldi. Sønnen blev døbt Navarone Anthony Garibaldi, opkaldt efter Alistair MacLean-filmen The Guns Of Navarone (Navarones Kanoner). Navarone er dermed Lisa Maries halvbror og eneste søskende.
Lisa Marie Presley blev gift med Danny Keough den 3. oktober 1988. Parret mødte hinanden på Scientologys 'Celebrity Center' i Los Angeles. De fik to børn, Danielle Riley Keough, (født d. 29. maj 1989) og Benjamin Storm Keough, (født d. 21. oktober 1992, død 12. juli 2020). Parret blev skilt den 6. maj 1994, kun 20 dage før hendes næste ægteskab.
Presley giftede sig efterfølgende med Michael Jackson den 26. maj 1994. De blev skilt efter 19 måneders ægteskab den 18. januar 1996 på grund af "uoverkommelige forskelligheder". Presley fastslog, at hun ikke havde set Jackson i det sidste halve år af ægteskabet.
Presley blev i 2000 forlovet med John Oszajca, men brød forlovelsen efter at have mødt skuespilleren Nicolas Cage til en fest. Presleys tredje ægteskab var med Cage, som hun ægtede den 10. august 2002 i Los Angeles. Nicolas Cage bad om skilsmisse efter kun tre måneders ægteskab på grund af "uoverkommelige forskelligheder".
Presley blev gift for fjerde gang den 22. januar 2006. Denne gang var det med hendes guitarist og producer, Michael Lockwood. I marts 2008 meddelte parret, at Lisa Marie var gravid. Lisa Marie var gravid med tvillinger og den 7. oktober 2008 fødte hun ved kejsersnit pigerne Harper Lockwood og Finley Lockwood. Det er ikke første gang, der er tvillinger i slægten, for Lisa Maries egen far, Elvis Presley, var også tvilling.
I 2010 flyttede familien til Tunbridge Wells i Sussex, England. Lockwood og Presley blev senere skilt.

## Musikalsk karriere
I 1997 trick-indspillede Lisa Marie Presley en duet af sangen "Don't Cry Daddy" med sin far. Den blev aldrig udsendt, men blev som video vist under jubilæumsforestillingen 'The 20th Anniversary Elvis Concert' i Memphis.
Lisa Maries første CD var To Whom It May Concern. Den udkom i Europa den 24. marts 2003 og i USA den 8. april samme år. Den nåede en 5. plads på Top 200, hvilket gav den en guldplade i juni 2003. For at reklamere for CD'en gav hun koncert i Storbritannien, noget hendes far aldrig opnåede.
Den 2. udgivelse var albummet Now What, som udkom i 2005.
16. august 2007, på 30-årsdagen for hendes fars død, blev singlen "In The Ghetto" udsendt. Elvis Presley udgav den som single i 1969. Det var denne version, som Lisa Marie brugte til at re-mixe en duet mellem sig selv og sin far. Al overskud fra denne udgivelse var forlods doneret til velgørenhed.

## Arven efter Elvis Presley
Efter hendes fars død i 1977 blev hendes farfar, Vernon Presley, efter bestemmelser i Elvis' testamente, indsat som bobestyrer og leder af den fond, der blev dannet ved samme lejlighed. Fondens ejere var Vernon Presley, Elvis' farmor, Minnie Mae Presley, samt hans ni år gamle datter, Lisa Marie Presley. Testamentet sikrede også Lisa Maries andel indtil hendes fyldte 25. år, hvor hun selv fik råderet over sin andel af formuen.
Vernon Presley døde i 1979 og havde som arvinger til hans part i fonden indsat Elvis' ex-hustru Priscilla Presley (Lisa Maries mor) foruden The National Bank of Commerce i Memphis samt Joseph Hanks, som havde været regnskabsfører på et tidspunkt for Elvis og Vernon Presley. Da Minnie Mae Presley døde i 1980 arvede Lisa Marie hendes formue og var samtidig den eneste tilbageværende af fondens oprindelige ejere.
I 1998 gik Lisa Marie aktivt ind i driften af fonden, Elvis Presley Trust, og dens forretninger, ikke mindst Elvis Presley Enterprises, der er det firma, der bl.a. varetager salg af merchandise o.m.a. vedrørende Elvis Presley. I februar 2005 solgte hun 85 % af Elvis Presley Enterprises til et holdingselskab, men beholdt bl.a. Graceland med tilliggender som sin egen ejendom.

## Andet
Elvis Presleys privatfly, en Convair 880 jet, blev døbt "Lisa Marie". Elvis købte flyet den 18. april 1975 for 250.000 $. Flyet havde plads til 28 passagerer og blev spøgefuldt kaldt både "Hound Dog One" og "Flying Graceland".
"Lisa Marie" har siden 1984 stået på området ved Graceland og er en del af de mange attraktioner.

## Død og begravelse
Lisa Marie døde 12. januar 2023 på vej til hospitalet som følge af obstruktion i tyndtarmen.
Lisa Marie blev 22. januar 2023 begravet på Graceland ved siden af sin søn Benjamin, der som 27-årig i 2020 begik selvmord. Udover Lisa Marie og sønnen er også Elvis og andre familiemedlemmer stedt til hvile på Graceland.
Lisa Marie Presley efterlader sig døtrene Riley Keough, Harper Lockwood og Finley Lockwood.